# Gazeta de Física
A Gazeta de Física é a publicação oficial da Sociedade Portuguesa de Física (SPF). A Gazeta de Física publica artigos de divulgação científica de interesse para estudantes, professores e investigadores em física, que visam promover o interesse dos jovens pelo estudo da física, o intercâmbio de ideias e experiências profissionais entre os que ensinam, investigam e aplicam a física. É também um meio de informação sobre as actividades da SPF, das suas Delegações e Divisões Técnicas. É distribuída gratuitamente aos sócios da SPF.
A revista foi fundada em 1946 por Armando Gibert, junto com J. Xavier de Brito, Rómulo de Carvalho, e Lídia Salgueiro. De 1946 a 1979 foram publicados seis volumes, num total de 48 fascículos, com alguns períodos de interrupção. Até 1974 foi, a nível mundial, uma das primeiras publicações periódicas exclusivamente dedicadas ao ensino e à divulgação da física. Em 1974, ano em que a SPF foi fundada, a Gazeta de Física foi integrada nesta sociedade. A partir de 1984 a sua publicação tornou-se regular, com quatro fascículos por ano. Em 2007 o índice histórico de conteúdos foi colocado na internet , e no mesmo ano foi lançada a webpage oficial , onde se podem descarregar gratuitamente os conteúdos e aceder a um interface para submissão de artigos. Em 2008 teve início o processo de digitalização e OCR dos números mais antigos, a ser gradualmente disponibilizados online . 
Desde 2010 a revista está presente no Facebook, sendo uma das páginas de divulgação científica em língua portuguesa com mais seguidores .

## Secções
- Artigo geral
- Física sem fronteiras
- Física e sociedade
- Inovação
- Entrevistas
- Crónicas
- Notícias
- Sala de professores/alunos
- Gazeta ao laboratório
- Vamos experimentar
- Histórias e estórias
- Por dentro e por fora
- Livros e multimédia
- Cartoons
- Onda e corpúsculo